# Ladislavec
Ladislavec es una localidad de Croacia en el municipio de Zlatar, condado de Krapina-Zagorje.

## Geografía
Se encuentra a una altitud de 197 m s. n. m. a 49,4 km de la capital nacional, Zagreb.

## Demografía
En el censo 2011, el total de población de la localidad fue de 151 habitantes.